# بلیتز (فیلم ۲۰۲۴)
بلیتز یک فیلم درام تاریخی به نویسندگی، تهیه‌کنندگی و کارگردانی استیو مک‌کوئین و با بازی رونان، هریس دیکینسون و الیوت هفرنان در اولین فیلم خود است.
پخش فیلم بلیتز برای اولین بار به عنوان فیلم افتتاحیه در جشنواره فیلم لندن در ۹ اکتبر ۲۰۲۴ برنامه ریزی شده است. قرار است در تاریخ ۱ نوامبر در سینماهای منتخب ایالات متحده و بریتانیا اکران شود و سپس در ۲۲ نوامبر در اپل تی‌وی منتشر شود.

## داستان
یک پسر جوان سرکش در طول جنگ جهانی دوم به ماجراجویی در لندن می پردازد تا خود را در معرض خطری بزرگ بیابد، در حالی که مادر پریشانش به دنبال او می گردد.

## بازیگران
- الیوت هفرنان در نقش جورج
- سرشه رونان در نقش ریتا، مادر جورج
- هاریس دیکنسون در نقش جک
- بنجامین کلمنتاین در نقش ایفه
- کتی برک در نقش بریل
- پل ولر در نقش جرالد، پدر ریتا
- استیون گراهام در نقش آلبرت
- ارین کلیمن در نقش دوریس
- لی گیل در نقش میکی دیویس
- میکا ریکتز در نقش جس
- سی جی بکفورد در نقش مارکوس
- الکس جنینگز در نقش ویکتور اسمیت
- جاشوا مک گوایر در نقش کلایو
- هیلی اسکوایرز در نقش تیلدا
- سالی مسشم در نقش اگنس

## تولید

### توسعه
در اکتبر ۲۰۲۱، اعلام شد که استیو مک‌کوئین (کارگردان) فیلم بلند جدیدی را با عنوان بلیتز را با همکاری ریجنسی انترتینمنت  نویسندگی، کارگردانی و تولید خواهد کرد و پارک لاماس در کنار تیم بوان و اریک فلنر از ورکینگ تایتل فیلمز تهیه کنندگی آن را بر عهده خواهد داشت.  در مارس ۲۰۲۲، مک کوئین تایید کرد که پروژه بعدی او قرار است در مورد لندنی‌ها در جریان بلیتس جنگ جهانی دوم باشد و این موضوع را با شاهدخت آن، در میان گذاشته است، زیرا او نشان شوالیه خود را در قلعه وینزر دریافت کرده بود.  در ژوئن ۲۰۲۲، اعلام شد که اپل تی‌وی پلاس حق پخش و انتشار فیلم را خریده است. 

### فیلمبرداری
تصویربرداری اصلی در نوامبر ۲۰۲۲ در لندن آغاز شد  از استودیو برادران وارنر (انگلستان) به عنوان مکان فیلمبرداری اصلی استفاده شد.  در ژانویه ۲۰۲۳، فیلمبرداری در نزدیکی ایستگاه واترلو لندن انجام شد. در اواخر همان ماه، بازیگران جلوه‌های ویژه صحنه‌ های اکشن فیلم را شبیه‌سازی کردند که در رودخانه تیمز در ووپینگ به آب برخورد می‌کرد. فیلمبرداری نیز در منطقه گرینویچ لندن انجام شد.  در فوریه ۲۰۲۳، گزارش ها حاکی از آن بود که عوامل تولید برای ادامه فیلمبرداری دو هفته ای به شهر قدیمی کینگستون اپان هال رفته‌اند. 